# 페더럴 리그

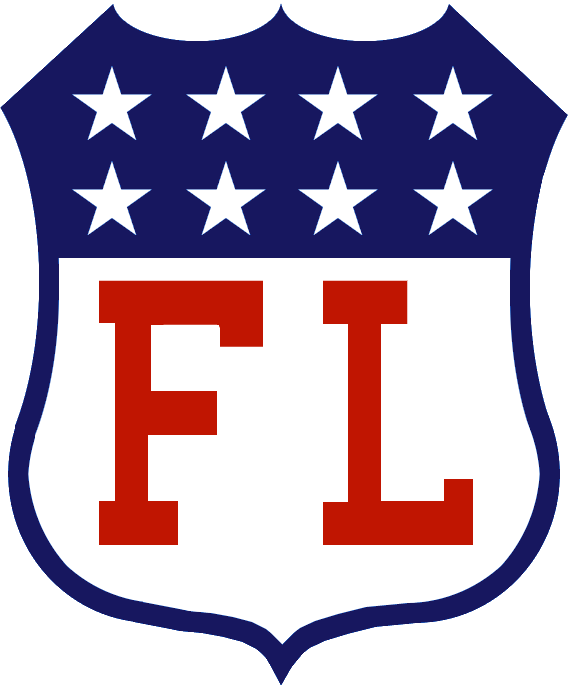

페더럴 리그(Federal League)는 메이저 리그 베이스볼에 대항하기 위해 미국에서 1914년에서 1915년까지 있었던 프로 야구 리그이나 2시즌 만에 소멸됐고 소속 구단 일부는 기존 리그에 흡수됐다.
4팀들이 대도시에(시카고, 세인트루이스, 피츠버그, 브루클린), 나머지 4팀은 비연고 지역(볼티모어, 버펄로, 인디애나폴리스, 캔자스시티)에 배치되었으며 1914년 시카고 팀(훼일즈)의 홈구장으로 만들어진 리글리 필드가 1916년부터 메이저리그 시카고 컵스의 홈구장으로 사용 중이다.

## 같이 보기
- 플레이어스 리그